# Henri Cochet
Henri Jean Cochet (født14. december 1901, død 1. april 1987) var en fransk tennisspiller, der i løbet af 1920'erne og 30'erne vandt 8 Grand Slam-titler. Han fik desuden en sølvmedalje ved OL 1924.

## Grand Slam titler
- French Open
  - 1922, 1926, 1928, 1930 og 1932
- Wimbledon
  - 1927 og 1929
- US Open
  - 1928